# Андрієнко Олексій Миколайович
Андрієнко Олексій Миколайович (нар. 1 березня 1958) — директор Полтавського академічного обласного українського музично-драматичного театру ім. М. В. Гоголя, заслужений працівник культури України.

## Життєпис
Закінчив у 1983 році Київський державний інститут театрального мистецтва ім. І. К. Карпенка-Карого за спеціальністю «Організація планування та управління театральною справою».
У Полтавському театрі ім. М.Гоголя Андрієнко О. М. служить з 2007 року. До цього мав трудовий стаж в інших колективах, займав керівні посади. Зокрема, його шлях у театральних колективах розпочався 1983 року у Кримському українському театрі музичної комедії.
З 1990—1992 роки Олексій Миколайович працював у Тбіліському об'єднанні музичних ансамблів. 1992—1994 та 1995—2003 роки пов'язані з Полтавською обласною філармонією. З 2003 по 2007 рік — заступник директора, а потім і директор Комунального підприємства "Палац дозвілля «Листопад».
У 2007 році почав служити полтавському театру, з березня 2008 року й понині його директор.
З початком активної діяльності Андрієнка О. М. на посаді директора активізувалася гастрольно-фестивальна діяльність колективу. З 2008 року Олексій Миколайович налагодив тісні творчі контакти з театрами у різних містах України, що сприяло запрошенню колективу на міжнародні та всеукраїнські фестивалі. Колектив мав успіх на таких відомих мистецьких форумах як Всеукраїнський фестиваль театрального мистецтва «Коломийські представлення» (м. Коломия), «Тернопільські театральні вечори», Всеукраїнське свято театрального мистецтва «Вересневі самоцвіти» (м. Кіровоград.), Міжнародні театральні фестивалі «Класика сьогодні» (м. Дніпродзержинськ), «Данапріс» (м. Запоріжжя), «Слов'янські театральні зустрічі» (м. Чернігів), «Мельпомена Таврії» (м. Херсон) та багато інших. За цей час колектив полтавського театру також виступав за кордоном — у США, Польщі, Італії, Грузії.
Завдяки Андрієнко О. М., на базі театру проводиться Відкритий регіональний фестиваль театрального мистецтва «В гостях у Гоголя», що збирає щороку до 400 учасників з різних міст України для професійного спілкування, обміну досвідом.

## Нагороди
- 2009 року — Почесне звання «Заслужений працівник культури України»
- 2016 року — Орден Святого Миколая Чудотворця Української Православної Церкви
- 2018 року — Лауреат Премії імені Миколи Садовського[1]